# Feliks Tarczyński (spółdzielca)
Feliks Tarczyński (ur. 22 maja 1893 w Karolinie, zm. 25 maja 1943 w Warszawie) – polski nauczyciel i działacz spółdzielczy.

## Życiorys

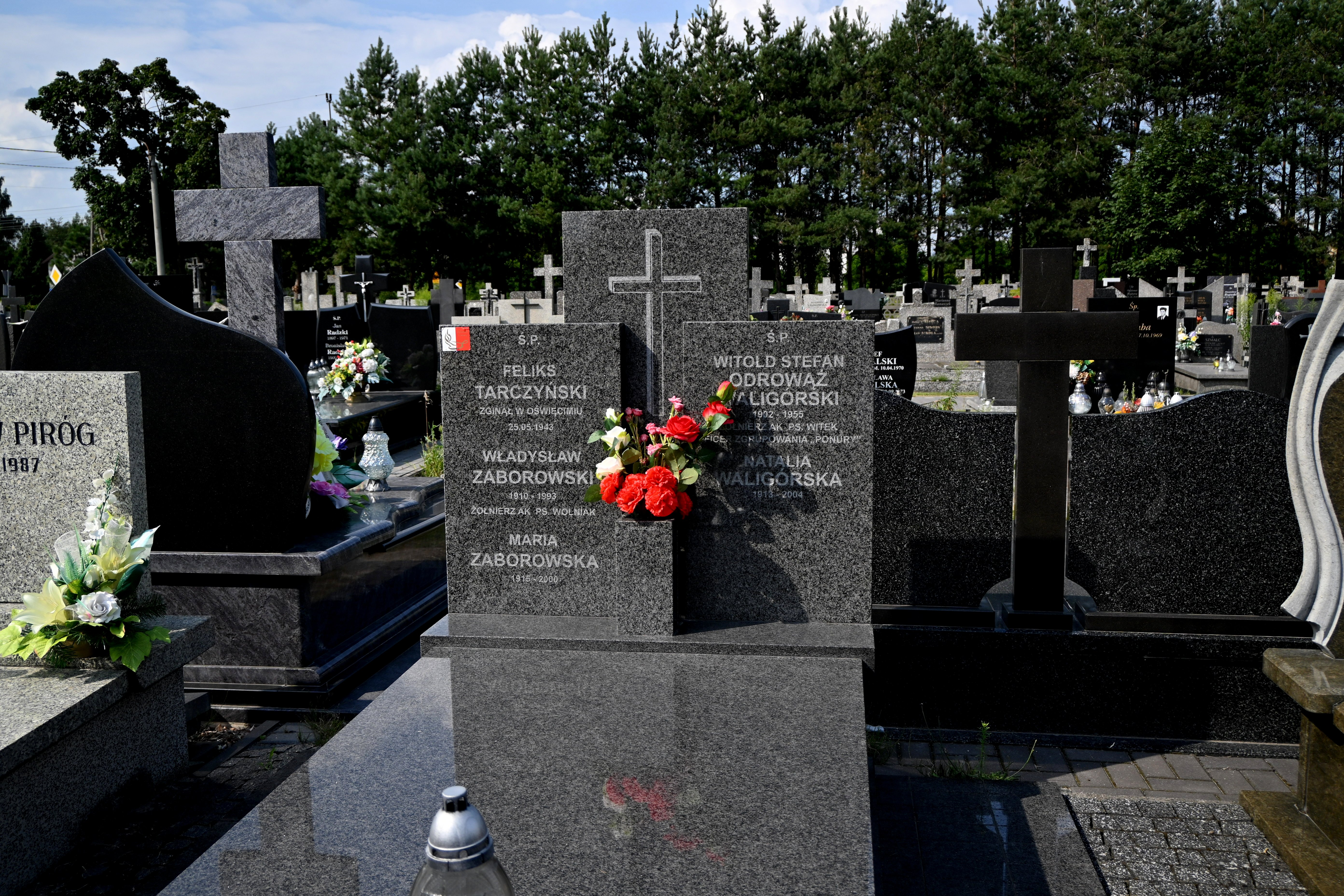
Symboliczny grób Feliksa Tarczyńskiego na cmentarzu parafialnym w Tłuszczu

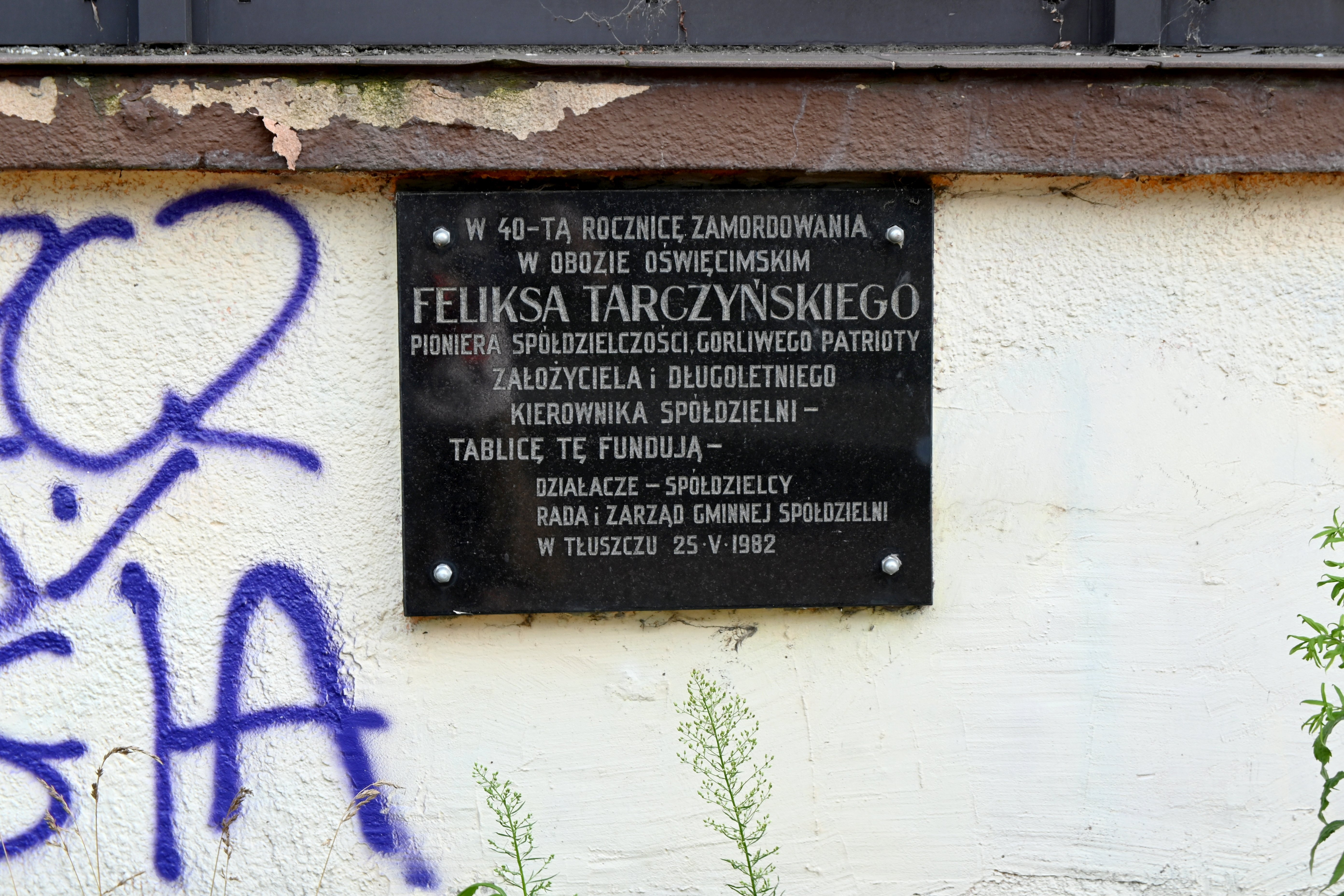
Tablica upamiętniająca Feliksa Tarczyńskiego na modernistycznym budynku przy ul. Kościuszki 1 w Tłuszczu (2025)

Kształcił się w Seminarium Nauczycielskim w Siennicy.
Podczas I wojny światowej był kierownikiem szkoły i nauczycielem w Postoliskach. Jednocześnie pełnił też funkcję szefa tajnej komórki Polskiej Organizacji Wojskowej w Tłuszczu, która dysponowała maszyną drukarską i powielaczem, na których drukowano ulotki i biuletyny informacyjne. Należał także do Komitetu Obywatelskiego w gminie Międzyleś.
Był także założycielem Ochotniczej Straży Pożarnej w Chrzęsnem i Koła PSL w Postoliskach.
W początku 1918 roku przy wsparciu działaczy ludowych z powiatu radzymińskiego, założył Spółdzielnię Rolniczo-Handlową „Rolnik” w Tłuszczu, która w miarę rozwoju, otworzyła w kolejnych latach swoje filie w Jadowie, Wołominie, Radzyminie i Międzylesiu. Spółdzielnia początkowo sprzedawała artykuły spożywcze i przemysłowe, później także narzędzia i materiały budowlane.
W latach 30. XX wieku był prezesem Koła POW w Tłuszczu. Był też członkiem Tłuszczowskiego Oddziału Ligi Morskiej i Kolonialnej. Od 1938 był członkiem Rady Obwodowej OZN.
W trakcie okupacji niemieckiej podczas II wojny światowej, zaangażowany był w działalność konspiracyjną. Został aresztowany przez gestapo wraz z pracownikami huty szkła w Tłuszczu w maju 1943 i zamordowany.

## Upamiętnienie
W latach 1982–2015 upamiętniająca Feliksa Tarczyńskiego tablica znajdowała się na ścianie budynku Tłuszczańskiej Spółdzielni Handlowo-Usługowej przy ul. Kościuszki 17 w Tłuszczu. W 2016 została przeniesiona na ścianę budynku u zbiegu ul. Kościuszki i Warszawskiej.
Jest patronem ulicy na terenie Borek w Tłuszczu. 
Jego symboliczny grób znajduje się na cmentarzu parafialnym w Tłuszczu.